# Polhem
För andra betydelser, se Polhem (olika betydelser).

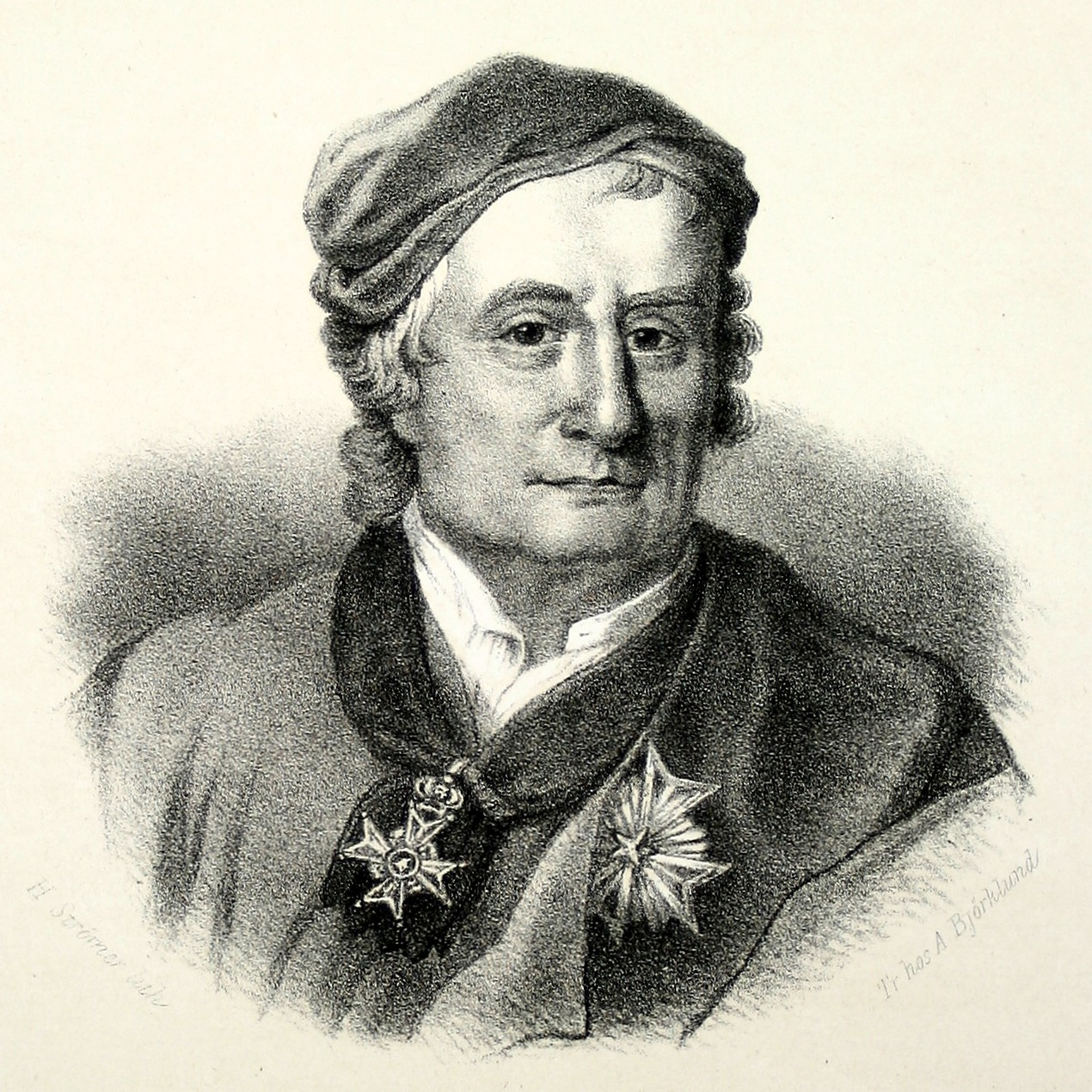
Christopher Polhem.

Polhem, Polheimer eller Polhammar, släkt med omtvistat ursprung. Släktens mest kände medlem är ingenjören och uppfinnaren Christopher Polhem (1661–1751).
Släkten kom till Sverige från Pommern med Wulf Christopher Polhem (omkring 1610-1669) som flyttade till Gotland under mitten av 1600-talet och där startade en affärsrörelse. Wulf Christoph Polhammar hade en bror som var verksam i Stockholm som bokhållare vid postverket, Hans Adam Polhammar. Enligt släkttraditionen kom Polhem från en välkänd högadlig släkt i Europa. Det har förekommit flera adelssläkter med detta namn, och man förmodar att dessa ursprungligen är släkt, därtill har namnet burits bland borgerliga släkter i Österrike. Släkten förmodas idag ha kommit från Ungern eller Österrike (SBL 143).
Wulf Christoph Polhammar gifte sig med Christina Eriksdotter Schenning (1625 eller 1615-1715), dotter till borgmästaren i Skänninge Erik Schening eller borgmästaredotter från Vadstena. Paret fick fyra söner.
Deras äldste son var uppfinnaren Christopher Polhem (Christopher Polhammar) som adlades med namnet Polhem 1716. Den adliga släktgrenen slocknade på svärdssidan med mekanikern och hovmannen Gabriel Polhem (1700-1772).
En sonson samt brorson till Christopher Polhem var Anders Polhammar, en produktiv urmakare i Stjärnsund i Dalarna. Han tillverkade bland annat tornurverket i Strängnäs domkyrka som var i bruk åtminstone in på 1980-talet där. Han bodde och ligger begraven i Aspeboda utanför Falun.

## Personer ur släkten
- Anders Polhammar (1705–1767), urmakare och bruksförvaltare
- Anders Polheimer (1746–1811), bergsmekaniker
- Maria Catharina Polheimer (1741–1818), textilkonstnär
- Christopher Polhem (1661–1751), mekaniker, uppfinnare
- Emerentia Polhem (1703–1760), författare
- Gabriel Polhem  (1700–1772), mekaniker och hovman

## Christopher Polhems familj
Hustru, Maria Hoffman, född 1671 i Bremen, död 1735 i Stockholm. 1691 gift med Christopher Polhammar, adlad Polhem 1716.

Barn:
- Christoffer, född 1692 i Stockholm, död 1708.
- Henrik, född 1694, död 1695.
- Elisabet, född 1695, död 1701 18/5.
- Henrik, född 1697, död 1701 26/5.
- Maria, född 1698, död 1754. 1718 gift med Martin Ludvig Manderström (f. 1691, d. 1780) friherre 1771.
- Gabriel, född 1700 i Falun, död 1772 i Stockholm, faderns medarbetare, samtidigt som fadern ledamot av VA 1739. Ogift, avslutade ätten och adelsvapnet krossades vid hans begravning.
- Emerentia, född 1703 i Stjärnsund i Husby socken, död 1760. 1723 gift med häradshövding Reinhold Rücker (f. 1690, d. 1759) från Hedemora, adlad Rückersköld 1751.
- Hedvig, född 1705 i Stjärnsund, död 1769 i Stockholm. 1724 gift med Carl Gripenstierna (f. 1668, d. 1746) friherre.
- Elisabet, född 1707 i Stockholm, död 1787, 1735 gift med Nils Sandelheim (f. Stuwe 1684, d. 1760).

Från släkten kom även Anders Polheimer (1746-1811) som var framgångsrik företagare inom bergshanteringen, och var greve  Eric Ruuth till stor hjälp vid grundandet av Höganäs.

## Skolor uppkallade efter Polhem
I Sverige finns ett flertal skolor namngivna efter Christopher Polhem, bland annat Polhemsskolan , i Gävle. Polhemsgymnasiet  i Göteborg, Polhemskolan  i Lund samt Polhemsgymnasiet i Stockholm.